# Jardins Licinianos
Jardins Licinianos (em italiano:  Horti Liciniani) eram jardins localizados no monte Esquilino de Roma, entre a Via Labicana e a Via Prenestina, no rione Esquilino, perto da Muralha Aureliana. Ele ficava entre os Jardins Taurianos (Horti Tauriani), ao norte, e os Jardins Palantianos (Horti Pallantiani) e os Jardins Epafroditianos (Horti Epaphroditiani) a oeste.

## Jardins da Roma Antiga
Em Roma, era costume chamar de horti (singular: hortus) as residências dotadas de um grande jardim (hortus significa "jardim") localizadas dentro da cidade, mas nos subúrbios. Os jardins eram lugares de lazer, onde era possível aproveitar o isolamento e a tranquilidade sem a necessidade de grandes viagens.
A parte mais importante dos horti era, sem dúvida, a vegetação, geralmente composta por folhagens espessas podadas em formas geométricas ou animais segundo os ditames da ars topiaria. Entre a vegetação ficavam pavilhões, pórticos de passeio com proteção contra o sol, fontes, termas, pequenos templos e estátuas, geralmente cópias romanas de originais gregos. O primeiro jardim foi o suntuoso Jardim de Lúculo, no monte Píncio, seguido logo depois pelo Jardim de Salústio.

## História
O nome destes jardins é uma referência à gente Licínia, proprietária das terras no período romano. No século III, um Licínio, o imperador Galiano (r. 253-268), fundiu-o com os Jardins Taurianos e construiu uma luxuosa residência imperial rural referida como "Palácio Liciniano" (em latim: Palatium Licinianum) em documentos do século IV e V, nas imediações da igreja de Santa Bibiana. O complexo permitia que toda a corte do imperador se hospedasse no local e contava com salões para banquetes e piscinas.
No alto dos jardins, Galiano pretendia construir uma estátua colossal sua representando o deus Sol Invicto, mas a obra jamais foi realizada.
As fontes antigas não descrevem com exatidão as características topográficas dos Jardins Licinianos e nem os edifícios que ficavam no local, motivo pelo qual são fundamentais os testemunhos deixados pelas obras medievais. Durante o pontificado do papa Urbano VIII (r. 1623-1644), a importância arqueológica da região foi confirmada pela descoberta do sepulcro de libertos licininanos perto de Santa Bibiana.
Os jardins provavelmente permaneceram por um longo tempo como propriedade imperial e ali foi construído, nos primeiros vinte anos do século IV, o Templo de Minerva Médica, um ninfeu, do qual restam apenas ruínas, que provavelmente era utilizado para funções oficiais de entretenimento do complexo palacial (em latim: specus aestivus). A este mesmo período e local é geralmente atribuído um grande mosaico de pavimento com cenas de caça, descoberto em 1903-1904 durante obras perto de Santa Bibiana. Ele aparentemente era parte de uma estrutura rodeada por um pórtico que confirma a realização de obras grandiosas nos Jardins Licinianos depois da época de Galiano.
Na área dos jardins foram recuperados vários objetos de arte a partir do século XVI, como atestam Pirro Ligorio e Flaminio Vacca, provavelmente parte da vasta coleção de obras que caracterizava os Jardins Licinianos.
Contudo, o grande programa imobiliário para a inauguração do novo rione Esquilino permitiu que várias descobertas fossem feitas entre 1875 e 1878, mas acabaram em seguida impossibilitando novas escavações de maior porte. Entre os objetos recuperados estão um busto de Mânlia Escantila, esposa do imperador Dídio Juliano, alguns capitéis com colunas e relevos, um relevo com a "fornalha de Vulcano" e duas estátuas de magistrados romanos no ato de lançarem o "mappa", que dava início às corridas no Circo Máximo, e que hoje estão no Palazzo dei Conservatori (Museus Capitolinos).